# James Atkinson (bobsleigh)
Pour les articles homonymes, voir James Atkinson et Atkinson.
James Neil Atkinson, né le 10 janvier 1929 à DeLand et mort le 31 juillet 2010 à Black Mountain (Caroline du Nord), est un bobeur américain.

## Biographie
James Atkinson participe aux Jeux olympiques de 1952 à Oslo, et remporte la médaille d'argent en bob à quatre avec Stan Benham, Howard Crossett et Patrick Martin. Il est aussi sacré champion du monde de bob à quatre en 1950 et vice-champion en 1951.

## Palmarès

### Jeux Olympiques
- : médaillé d'argent en bob à 4 aux JO 1952.

### Championnats monde
- : médaillé d'or en bob à 4 aux championnats monde de 1948 et 1950.
- : médaillé d'argent en bob à 4 aux championnats monde de 1951.